# Јован Танасијевић
Јован Танасијевић је писац, рођен 1955. у Јабуковцу, где је завршио основну школу. Средњу школу је завршио у Бору, а вишу у Суботици.
Објављивао је у часописима: „Буктиња“, „Исток“, „Тимочке новине“ и у историјском зборнику „Баштиник“.
Издао је, између осталог, и књиге: „Село на истоку 1 и 2", „Намагарчити коња“ и „АКУД флоричика Јабуковац“.